# Лагоа-д’Анта
Лагоа-д’Анта (порт. Lagoa d'Anta)  —  муниципалитет в Бразилии, входит в штат Риу-Гранди-ду-Норти. Составная часть мезорегиона Сельскохозяйственный район штата Риу-Гранди-ду-Норти. Входит в экономико-статистический  микрорегион Агрести-Потигуар. Население составляет 6041 человек на 2006 год. Занимает площадь 105,650 км². Плотность населения — 57,2 чел./км².

## Статистика
- Валовой внутренний продукт на 2003 год составляет 11 087 361,00 реалов (данные: Бразильский институт географии и статистики).
- Валовой внутренний продукт на душу населения на 2003 год составляет 1894,63 реалов (данные: Бразильский институт географии и статистики).
- Индекс развития человеческого потенциала на 2000 год составляет 0,601 (данные: Программа развития ООН).